# Landkreuzer P. 1000 Ratte
Landkreuzer P. 1000 Ratte foi um projeto de tanque ultra-pesado da Alemanha Nazi. A sua idealização coube à indústria Krupp no ano 1942 a mando de Adolf Hitler, entretanto o projeto foi cancelado por Albert Speer em 1943.
O Landkreuzer pesava mais de 1000 toneladas, sendo cinco vezes mais pesado que o Panzer VIII Maus, o maior tanque alguma vez já produzido. O seu armamento principal seria dois canhões de 280 mm montados da mesma maneira que nos navios da classe Gneisenau, enquanto que seu armamento secundário era composto por canhões anti-carro, metralhadoras e artilharia antiaérea.
Um veiculo ainda maior, Landkreuzer P. 1500 Monster, estava em estágio de análises antes de ambos os projetos serem cancelados.